# Шевчук, София Владимировна
София Владимировна Шевчук — советский хозяйственный, государственный и политический деятель.

## Биография
Родилась в 1947 году в Ровенской области. Член КПСС.
С 1964 года — на хозяйственной, общественной и политической работе. В 1964—2007 гг. — колхозница, звеньевая колхоза имени Ивана Франко Млиновского района Ровенской области Украинской ССР.
Указами Президиума Верховного Совета СССР от 14 февраля 1975 года и от 24 декабря 1976 года награждена орденами Трудовой Славы 3-й и 2-й степеней.
Указом Президиума Верховного Совета СССР от 7 января 1983 года награждена орденом Трудовой Славы 1-й степени.
Избиралась депутатом Верховного Совета Украинской ССР 9-го и 10-го созывов.
Живёт в Украине.